# Masticophis aurigulus
Masticophis aurigulus är en ormart som beskrevs av Cope 1861. Masticophis aurigulus ingår i släktet Masticophis och familjen snokar.
Denna orm förekommer endemisk på södra spetsen av halvön Baja California. Den vistas främst i kulliga och klippiga områden där den låga växtligheten är tät. Ibland besöks skogar med ekar och tallar. Honor lägger ägg.
För beståndet är inga hot kända och hela populationen anses vara stabil. IUCN kategoriserar arten globalt som livskraftig.

## Underarter
Arten delas in i följande underarter:
- M. a. aurigulus
- M. a. barbouri